# 有子瑶一
有子 瑶一（ありこ よういち）は日本の漫画家、イラストレーター、ゲーム原画家、同人作家。

## 作品

### ゲーム
原画担当
- フォーチュンクッキー (smart)
- フォーチュンクッキー セレクト (smart)
- 魔女っ娘ア・ラ・モードII 〜光と闇のエトランゼ〜 (F&C)
- 魔女っ娘ア・ラ・モードII 〜魔法と剣のストラグル〜 (GN Software)
- オレと彼女は主従なカンケイ（アトリエかぐや）
- 俺の彼女のウラオモテ（Aries）
- ナイものねだりはもうお姉妹（Aries）
- スクランブル・ラバーズ（Aries）[1]

同人ゲーム
- ホワイトドールズ（シャーベット）
- アナザードールズ（シャーベット）
- 万有引力少女（シャーベット）
- ZODIAC（ACT-ZERO）

### 商業漫画
- ザ・サード 〜砂漠の星のアプレンティスガール〜（伊藤有子名義）

単行本
1. 第1巻（2006年 7月 1日初版発行） ISBN 4-04-712455-9
2. 第2巻（2006年12月28日初版発行） ISBN 4-04-712476-1

### 商業小説挿絵
※特記のないレーベルは全て「美少女文庫」である。
- ボクだけの巫女姉妹（羽沢向一 / 著）（2006年12月発行）ISBN 978-4-8296-5801-7
- ボクだけのせんせい姉妹（羽沢向一 / 著）（2007年5月発行） ISBN 978-4-8296-5813-0
- ボクだけのくノ一姉妹（羽沢向一 / 著）（2007年10月発行） ISBN 978-4-8296-5825-3
- ボクだけの女神姉妹（羽沢向一 / 著）（2008年3月発行） ISBN 978-4-8296-5842-0
- プリンセスは誘拐中（みかづき紅月 / 著）（2008年7月発行） ISBN 978-4-8296-5853-6
- School Heart’s―月と花火と約束と (一迅社文庫 ん 1-1) (文庫)（2008年08月20日発行）ISBN 978-4-7580-4023-5
- 妹ChuChu（鷹羽シン / 著）（2009年1月発行）
- 妹ペット（鷹羽シン / 著）（2009年5月発行）
- お姉ちゃんがいちばんでしょ!?（わかつきひかる / 著）（2009年10月発行）
- サムライべろちゅー（鷹羽シン / 著）（2009年12月発行）
- 先生サマの飼育係（羽沢向一 / 著）（2010年2月発行）
- 放課後子づくりクラブ（河里一伸 / 著）（2010年7月発行）
- 没落したけどメイドがいる!（秋月耕太 / 著）（2011年4月発行）
- 放課後へんし〜んクラブ（河里一伸 / 著）（2011年11月発行）
- ウチの彼女が中二で困ってます。（日の原裕光 / 著、富士見ファンタジア文庫）（2013年3月発行）

### イラスト
- アクエリアンエイジ（ブロッコリー）イラスト
- 鍵姫物語 永久アリス輪舞曲 イラスト
- Lycee イラスト
- E☆2 イラスト
- 萌ドラCD School Heart's （ビジュアルアーツ：mana）甘々なお姉ちゃんキャラ『咲山美里』を担当
- 悠久の車輪（タイトー）イラスト

## 同人活動
- 「ARESTICA」という名の同人サークルを主宰している。